# XXII sessione del Reichsrat
La XXII sessione del Reichsrat fu la seconda parte dell'ultima legislatura del parlamento imperiale austro-ungarico. Insieme alla XXI Sessione, svoltasi prima dell’entrata in guerra, compose la 12ª e ultima legislatura dell'Impero austriaco, che in origine avrebbe dovuto chiudersi nel 1915 ma fu poi prolungata fino al crollo dell’impero.
La sessione fu convocata dal nuovo imperatore Carlo I d'Austria e fu aperta il 30 maggio 1917, dopo che per tre anni non si erano tenute sedute assembleari. A causa dello stato di guerra legato alla prima guerra mondiale, i deputati non vennero eletti ma vennero riconfermati in blocco dalla precedente sessione selezionata dalle elezioni austriache del 1911.
I lavori della sessione furono estremamente caotici e caratterizzati dalle vibranti richieste d'autonomia delle varie nazionalità che componevano il parlamento e l'impero in generale. Tali rivendicazioni furono accolte troppo tardi dal governo austriaco a fine settembre del 1918, quando la situazione militare generale andava apertamente deteriorandosi.
Il 4 novembre 1918 entrò in vigore la resa all'Italia e alle potenze alleate e il 12 novembre venne proclamata la repubblica, chiudendo ufficialmente la sessione già terminata di fatto settimane prima per la secessione delle varie nazionalità costituenti. Solo i deputati tedeschi si ritrovarono la settimana successiva proclamandosi Consulta parlamentare provvisoria del nuovo piccolo Stato.